# Hardt, Westerwald
Hardt là một đô thị thuộc một ‘‘Verbandsgemeinde’’ - ở huyện Westerwald trong bang Rheinland-Pfalz, Đức. Đô thị Hardt, Westerwaldkreis có diện tích 1,88 km².
Đô thị này nằm ở Westerwald giữa Limburg và Siegen. Hardt thuộc Verbandsgemeinde of Bad Marienberg, một dạng đô thị tập thể chỉ có ở bang Rheinland-Pfalz. ==Tham khảo==
1. ↑   Statistisches Landesamt Rheinland-Pfalz – Bevölkerungsstand 2020, Kreise, Gemeinden, Verbandsgemeinden (Hilfe dazu).